# Каллмен (округ, Алабама)
Шаблон:StateAbbr_ 34°08′00″ пн. ш. 86°52′00″ зх. д. / 34.133333333333° пн. ш. 86.866666666667° зх. д.
 Каллмен (англ. Cullman County) — округ (графство) у штаті Алабама. Ідентифікатор округу 01043.

## Історія
Округ утворений 1877 року.

## Демографія
За даними перепису
2000 року
загальне населення округу становило 77483 осіб, зокрема міського населення було 18808, а сільського — 58675.
Серед мешканців округу чоловіків було 38214, а жінок — 39269. В окрузі було 30706 домогосподарств, 22487 родин, які мешкали в 35233 будинках.
Середній розмір родини становив 2,94.
Віковий розподіл населення поданий у таблиці:
| Стать    | До 15 років | 15-21 | 22-29 | 30-39 | 40-49 | 50-65 | 65-85 | Понад 85 |
| -------- | ----------- | ----- | ----- | ----- | ----- | ----- | ----- | -------- |
| Чоловіки | 7994        | 3851  | 3995  | 5695  | 5596  | 6418  | 4310  | 355      |
| Жінки    | 7458        | 3555  | 3866  | 5348  | 5562  | 6803  | 5747  | 930      |

За даними перепису населення 2010 року населення округу становило 80 406 осіб. Приріст населення за 10 років склав 4 %.

## Суміжні округи
- Морган — північ
- Маршалл — північний схід
- Блаунт — схід
- Вокер — південний захід
- Вінстон — захід
- Лоуренс — північний захід

## Виноски
1. ↑  U.S. Decennial Census. United States Census Bureau. Архів оригіналу за 26 квітня 2015. Процитовано 22 серпня 2015.
2. ↑  Historical Census Browser. University of Virginia Library. Архів оригіналу за 12 грудня 2009. Процитовано 22 серпня 2015.
3. ↑  Forstall, Richard L., ред. (24 березня 1995). Population of Counties by Decennial Census: 1900 to 1990. United States Census Bureau. Архів оригіналу за 24 вересня 2015. Процитовано 22 серпня 2015.
4. ↑  Census 2000 PHC-T-4. Ranking Tables for Counties: 1990 and 2000 (PDF). United States Census Bureau. 2 квітня 2001. Архів оригіналу (PDF) за 18 грудня 2014. Процитовано 22 серпня 2015.
5. ↑  State & County QuickFacts. United States Census Bureau. Архів оригіналу за 17 травня 2014. Процитовано 16 травня 2014.(англ.) Наведено за англійською вікіпедією.
6. ↑  American FactFinder. Бюро перепису населення США. Архів оригіналу за 29 липня 2011. Процитовано 31 січня 2008.
7. ↑  Каллмен на сайті «Open-Public-Records». Архів оригіналу за 15 квітня 2012. Процитовано 23 квітня 2012. Каллмен на сайті «Open-Public-Records» (англ.)

| США | Це незавершена стаття з географії США. Ви можете допомогти проєкту, виправивши або дописавши її. |